# Dob Gill
Der Dob Gill ist ein Wasserlauf im Lake District, Cumbria, England.
Der Dob Gill entsteht als Abfluss des Harrop Tarn an dessen Ostseite und fließt in östlicher Richtung bis zu seiner Mündung in das Thirlmere.